# Psilochorus dogmaticus
Psilochorus dogmaticus är en spindelart som beskrevs av Chamberlin 1924. Psilochorus dogmaticus ingår i släktet Psilochorus och familjen dallerspindlar. Inga underarter finns listade i Catalogue of Life.